# Nuthin' Fancy
Nuthin' Fancy és el tercer àlbum d'estudi de la banda estatunidenca Lynyrd Skynyrd. Fou publicat l'any 1975 i el primer del grup a entrar al Top 10 en la llista d'àlbums del seu país. Fou enregistrat en els Studio One, Doraville l'agost de 1974 i als WEBB IV Studios d'Atlanta el gener de 1975.

## Llista de cançons
Cara A
1. "Saturday Night Special" (E. King, R. Van Zant) – 5:08
2. "Cheatin' Woman" (R. Van Zant, G. Rossington, A. Kooper) – 4:38
3. "Railroad Song" (E. King, R. Van Zant) – 4:14
4. "I'm a Country Boy" (A. Collins, R. Van Zant) – 4:24

Cara B
1. "On the Hunt" (A. Collins, R. Van Zant) – 5:25
2. "Am I Losin'" (G. Rossington, R. Van Zant) – 4:32
3. "Made in the Shade" (R. Van Zant) – 4:40
4. "Whiskey Rock-A-Roller" (E. King, R. Van Zant, B. Powell) – 4:33

### Reedició CD 1999
1. "Railroad Song (Live)" (E. King, R. Van Zant) – 5:27
2. "On the Hunt (Live)" (A. Collins, R. Van Zant) – 6:10

## Personal
- Ronnie Van Zant – cantant
- Allen Collins – guitarra Gibson Firebird
- Ed King – guitarres Fender Stratocaster i Gibson SG
- Gary Rossington – guitarra Gibson Les Paul
- Billy Powell – teclats
- Leon Wilkeson – baix
- Artimus Pyle – bateria, percussió

Addicional
- Barry Harwood – dobro, mandolina
- Jimmy Hall – harmònica
- David Foster – piano
- Bobbye Hall – percussió